# 선명력
선명력(宣明曆)은 중국 당나라 장경 2년(서기 822년)에 반포된 태음태양력이다. 중국에서는 경복 원년(서기 892년)까지 71년간 사용되었으며, 이후 숭현력(崇玄曆)이 쓰이게 되었다. 한반도에서는 고려가 수시력 도입 이전까지 사용하였으며, 특히 일본에서는 859년에 도입하여 1685년 조쿄력을 도입할 때까지 823년 동안 사용하였다.

## 같이 보기
- 중국력
- 간지